# Truppenübungsplatz Bitsch

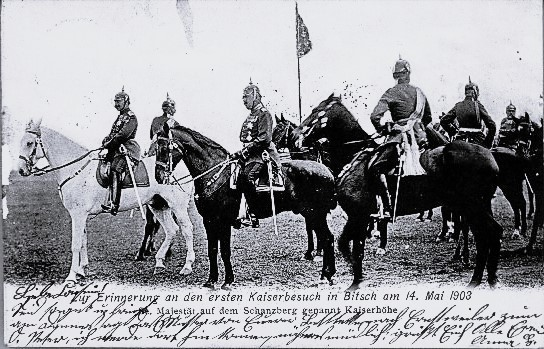
Besuch Kaiser Wilhelm II auf dem Truppenübungsplatz Bitsch im Jahre 1903

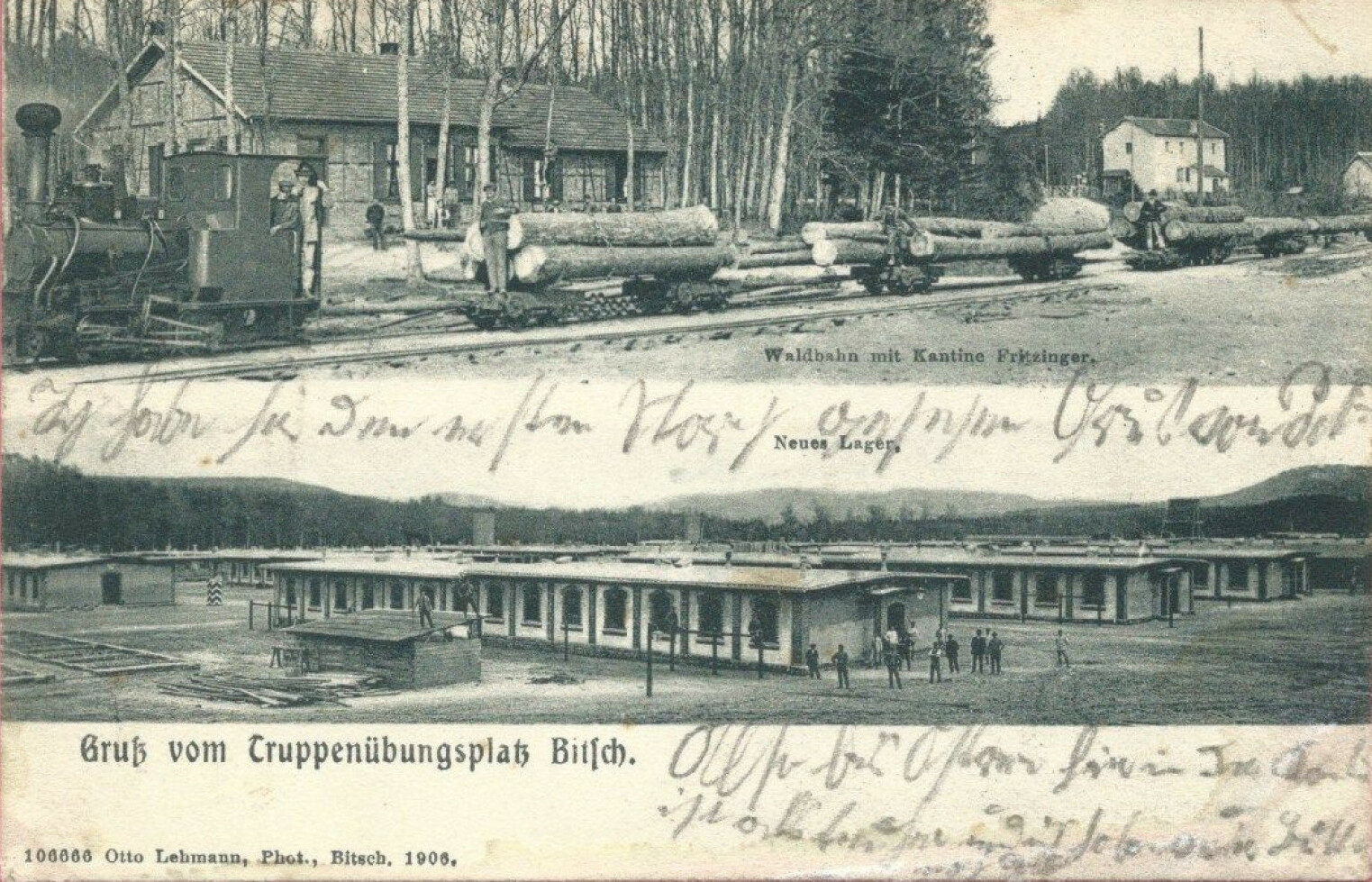
Gruß vom Truppenübungsplatz Bitsch: Waldbahn mit Kantine Fritzinger und Neues Lager, 1906

Der Truppenübungsplatz Bitsch (frz. camp militaire de Bitche, auch Bitche-Camp bzw. Bitsch-Lager) liegt nahe der lothringischen Stadt Bitsch Département Moselle in Frankreich. Er umfasst eine Fläche von 3468 Hektar.

## Geschichte
Der Aufbau des Truppenübungsplatzes Bitsch wird im Jahre 1900 von der deutschen Verwaltung durch den Aufkauf von Flächen im Gesamtumfang von 3285 Hektar begonnen. Im Südosten des Geländes wurde ein Lager für 3500 Soldaten und 100 Offiziere aufgebaut. Am 1. April 1901 ging der Truppenübungsplatz in Betrieb. Der Staatswald auf dem Truppenübungsplatz sollte bis 1911 abgeholzt werden. Zur besseren Abführung des Holzes wurde vom Bahnwärterhaus No. 16 der Reichseisenbahn Bitsch-Niederbronn eine 18 km lange Waldbahn verlegt. Der deutsche Kaiser Wilhelm II besuchte das Militärlager am 14. Mai 1903. Während des Ersten Weltkrieges diente der Platz der Ausbildung deutscher Soldaten.
Nachdem Lothringen am Ende des Ersten Weltkrieges von Frankreich erobert wurde, übernahm die französische Armee das Gelände und bildete hier Reservisten aus. Nach dem Westfeldzug übernahm die deutsche Wehrmacht von 1940 bis 1945 das Gelände zu Übungszwecken. Der Truppenübungsplatz wurde dabei gewaltig vergrößert, sodass dafür 28 lothringische Gemeinden – große Teile der Kantone Bitche (Bitsch) und Volmunster (Wolmünster) –, aber auch drei pfälzische – die in der „Roten Zone“ gelegenen Orte Hilst, Riedelberg, Schweix – mit über insgesamt über 10.000 Einwohnern von der Wiederbesiedlung nach den Evakuierungen 1939 ausgenommen und der Zerstörung preisgegeben wurden. Ab 1945 nutzte das französische Militär wieder das auf seine alten Ausmaße zurückgeführte Gelände.
Im Jahr 2008 diskutierte die französische Regierung eine Reform ihres Militärs, dabei wurde auch eine Schließung des Standorts Bitsch vorgeschlagen.
Für die Gemeinde und ihre Umgebung wäre dies nachteilhaft gewesen: von ungefähr 5700 Einwohnern waren 1200 Militärangehörige und 200 zivile Angestellte, zusammen mit ihren Familienangehörigen mehr als 2000 Personen. Wegen heftiger Proteste blieb der Standort erhalten, wurde aber reduziert: aufgelöst wurde das 57. Regiment der Artillerie, neu kam das 16. Jägerbataillon, das bisher in Saarburg (Deutschland) stationiert war.

## Aufstellungsstandort
Im Verlauf des Zweiten Weltkrieges wurden folgende Verbände auf dem Truppenübungsplatz aufgestellt:
- 65. Infanterie-Division